# Mamestra granti
Mamestra granti là một loài bướm đêm trong họ Noctuidae.